# Russisch-Litauischer Krieg (1512–1522)
Der Russisch-Litauische Krieg 1512–1522 war ein Krieg zwischen dem Russischen Reich und dem Großfürstentum Litauen. Es war der vierte Krieg der Russisch-Litauischen Kriege. An der Seite Litauens kämpften die Truppen des Königreichs Polen, das mit Litauen durch eine Personalunion verbunden war.
Den Hintergrund der Russisch-Litauischen Kriege bildete der Streit um das territoriale Erbe der Kiewer Rus. Die Moskauer Rurikiden sahen sich als die einzigen legitimen Erben der Kiewer Großfürsten und trugen den Titel „Gossudar und Großfürst der ganzen Rus“. Dieser Titel erhob einen Anspruch auf weite ostslawische Gebiete, die vom Großfürstentum Litauen kontrolliert wurden. Die unmittelbaren Anlässe für einen neuen Krieg waren der Bündnisschluss Litauens mit dem Krimkhanat, der Raubüberfälle des letzteren auf russisches Territorium vorsah, sowie die Verhaftung von Helena von Moskau in Litauen, der Schwester des Moskauer Großfürsten Wassili III.
Der Krieg begann mit mehreren russischen Belagerungen der von Litauen kontrollierten Großstadt Smolensk, die von Wassili III. im Jahr 1514 schließlich eingenommen werden konnte. In der Schlacht bei Orscha erlitten die Russen gegen die Litauer und die Polen eine empfindliche Niederlage, allerdings scheiterte der darauffolgende litauische Versuch, Smolensk zurückzuerobern. In den Folgejahren unternahmen beide Seiten verheerende Feldzüge in das gegnerische Gebiet, ohne jedoch Städte einzunehmen. Ein großer litauischer Feldzug gegen Pskow scheiterte bei der Belagerung seiner Vorstadt Opotschka im Jahr 1517. Im Gegenzug scheiterten die Russen 1518 beim Einnahmeversuch von Polozk. Alles blieb bei schnellen Raubzügen der Kavallerie, wobei die Russen mehrfach die Vororte von Wilna erreichten.
Nachdem sich für die beiden Staaten weitere Fronten eröffnet hatten (mit dem Livländischen Orden aus der Sicht Litauens und mit dem Krimkhanat und dem Khanat Kasan aus der Sicht Russlands), einigten sie sich auf einen Waffenstillstand, der 1522 in Moskau unterzeichnet wurde. Dieser Waffenstillstand hielt 10 Jahre, bis zum Russisch-Litauischen Krieg 1532–1534 (Starodub-Krieg).